# Narzeczony na niby
Narzeczony na niby – polska komedia romantyczna z 2018 roku w reżyserii Bartosza Prokopowicza. Zdjęcia kręcono w Warszawie, Józefowie i Konstancinie-Jeziornie. Na ekrany kin film trafił 12 stycznia 2018 roku.

## Fabuła
Film opowiada o miłosnych perypetiach Kariny (Julia Kamińska), która po serii sercowych niepowodzeń postanawia zbudować prawdziwie szczęśliwy związek. Po rozstaniu z reżyserem Darkiem (Piotr Adamczyk), z którym pracuje nad programem dla dzieci, postanawia udawać związek z taksówkarzem Szymonem (Piotr Stramowski), by wraz z nim uczestniczyć w ślubie swojej siostry, Basi (Sonia Bohosiewicz). Umowa między partnerami doprowadza do serii wypadków. Ujawniona prawda doprowadzi do poukładania wszelkich spraw sercowych i posłuży zbudowaniu poprawnych relacji w związku.

## Obsada
- Julia Kamińska – Karina
- Piotr Stramowski – Szymon
- Sonia Bohosiewicz – Basia
- Piotr Adamczyk – Darek
- Tomasz Karolak – Bartek
- Mikołaj Roznerski – Barnaba
- Barbara Kurdej-Szatan – asystentka Kasia
- Jan Szydłowski – Tolek
- Dorota Kolak – pani Ania
- Ewa Kasprzyk – ciotka Maria
- Andrzej Grabowski – wujek Mariusz
- Ilona Ostrowska – znajoma Kariny
- Janusz Chabior – ojciec Kariny i Basi
- Paulina Sykut-Jeżyna – jurorka programu
- Sebastian Karpiel-Bułecka – juror programu
- Vienio – juror programu
- Krzysztof Stelmaszyk – Franek